# Болезнь моямоя
Боле́знь моямоя (от яп. もやもや — клуб дыма, туман) (БММ) — редкое хроническое прогрессирующее заболевание сосудов головного мозга, для которого характерно медленное (в течение месяцев и лет) сужение просвета внутричерепных сегментов внутренних сонных артерий (ВСА) и начальных отделов передних мозговых артерий и средних мозговых артерий вплоть до их окклюзии. Яркая отличительная черта заболевания — формирование сети коллатеральных сосудов на основании мозга, что на ангиограммах создает впечатление легкой дымки (G. Sébire и др., 2004). Именно этот признак в 1969 году дал современное название заболеванию: в переводе с японского «моямоя» обозначает «клуб дыма» (J. Suzuki и др., 1969). Первое описание БММ относится к 1957 году и принадлежит Takeuchi и Shimizu (K. Takeuchi и др., 1957) .
По МКБ-10 недуг относится к цереброваскулярным заболеваниям.
Важной особенностью БММ является неуклонно прогрессирующее течение: без лечения у пациентов возникают повторные нарушения мозгового кровообращения (транзиторные ишемические атаки, ишемические инсульты), нарастает необратимый неврологический дефицит, формируется дисциркуляторная энцефалопатия. При этом нейрохирургическая реваскуляризация головного мозга, прекращая симптомы ишемии и нарастание неврологического дефицита, обеспечивает приемлемое качество жизни [27] (E.S. Roach и др., 2008). Своевременное выявление и лечение БММ требует бдительности и надлежащей осведомленности врачей первичного звена медицинской помощи.
Причина утолщения стенок артерий неизвестна, хотя нельзя исключить связь с генетическими и семейными факторами (Y. Kaneko et al., 1998). Заболевание встречается редко, но всё же регистрируется в Европе, США, странах Африки, но наибольшее число случаев отмечено в Японии. Болеют как дети, так и взрослые.

## Стадирование
По Suzuki and Takaku, впервые описавшим данную болезнь, выделяют следующие стадии :
- стадия I – сужение места бифуркации внутренней сонной артерии (ВСА);
- стадия II – расширенные передние и средние мозговые артерии с сужением бифуркации ВСА с характерными изменениями;
- стадия III – дальнейшее изменение бифуркации ВСА и сужение передних и средних мозговых артерий;
- стадия IV – уменьшение изменений, характерных для БММ, с окклюзивными преобразованиями ВСА и ослаблением передних и средних мозговых артерий;
- стадия V – дальнейшее уменьшение изменений, характерных для БММ, с окклюзией ВСА, передних и средних мозговых артерий;
- стадия VI – ВСА выключается из снабжения головного мозга, кровоснабжение из наружной сонной артерии.

## Клиническая картина
Заболевание проявляется двигательными и чувствительными параличами и парезами, головными болями, нистагмом, афазией и дисфазией, атаксией, замедленным умственным развитием, внутричерепными кровоизлияниями (чаще в старших возрастных группах), гемианопсией, квадрианопсией, Borchgrave V et al., 2002.

## Диагностика
Диагностику заболевания строят исходя из клинической картины и дополнительных исследований. Наиболее информативны ангиография сосудов головного мозга, компьютерная томография, магнитно-резонансная томография, магнитно-резонансная ангиография, однофотонная эмиссионная компьютерная томография.
По Фукуи М. (1997), радиологические критерии болезни следующие:
- наличие стеноза или окклюзии терминальных концов ВСА и проксимальных отделов передней и средней мозговых артерий;
- появление патологической сосудистой сети, видимой в области окклюзии;
- выявление при краниальной ангиографии признаков сосудистых изменений, типичных для БММ и носящих двусторонний характер.

## Лечение
Лечение БММ хирургическое; фармакотерапия имеет лишь вспомогательное значение и не прекращает прогрессию заболевания.
Назначают антитромбоцитарные препараты и лекарственные средства, относящиеся к блокаторам кальциевых каналов.
Цель оперативного вмешательства — улучшить кровоснабжение головного мозга. Показания к операции выбирают на основании исследования перфузии головного мозга одним из методов (однофотонная эмиссионная томография с ацетазоламидом, МРТ-перфузия, КТ-перфузия). Гипоперфузия участков головного мозга в покое или после введения ацетозоламида является показанием к проведению оперативного вмешательства. Хирургическое лечение состоит в создании анастомоза внечерепных и внутричерепных артерий одним из методов: прямой анастомоз (ЭИКМА) и непрямые анастомозы — синангиозы.
При прямом шунтировании соединяют поверхностную височную артерию (superficial temporal artery) со средней мозговой артерией (middle cerebral artery) (STA–MCA bypass, brain bypass). При создании синангиоза богатокровоснабженные мягкие ткани скальпа фиксируют к поверхности мозга, тем самым создавая условия для формирования новых сосудов — неоангиогенеза. Из синангиозов применяют: энцефало-дуро-артерио-синангиоз (encephalo-duro-arterio-synangiosis, EDAS) и его разновидность — пиальный синангиоз. Реже в настоящее время используются энцефало-мио-синангиоз (encephalo-myo-synangiosis, EMS), энцефало-мио-артерио-синангиоз (encephalo-myo-arterio-synangiosis. (T. Imaizumi и др., 1996). Для реваскуляризации зоны кровоснабжения передних мозговых артерий используется бифронтальный энцефало-дуро-галео-периостео-синангиоз (encephalo-duro-galeo (periosteal)-synangiosis (Neil N Patel и др., 2010). Возможно сочетание прямого и непрямого анастомозов. Как правило, к прямым анастомозам прибегают у взрослых, тогда как у детей результаты лечения лучше при использовании непрямых анастомозов. Как правило, для полноценной реваскуляризации головного мозга требуется несколько операций.

## Прогноз
Без лечения прогноз неблагоприятный. После хирургического лечения, как правило, прекращаются эпизоды ишемии головного мозга и прогрессия неврологического дефицита. В то же время неврологические выпадения, имевшиеся до операции, сохраняются.

## Веб-сайты для людей с БММ
- moyamoya.com — англоязычный сайт поддержки людей с БММ
- moyamoya.ru — русскоязычный сайт для общения родителей детей с БММ